# Ostřice trsnatá
Ostřice trsnatá (Carex cespitosa) je druh jednoděložné rostliny z čeledi šáchorovité (Cyperaceae).

## Popis
Jedná se o rostlinu dosahující výšky nejčastěji 30–60 cm. Je vytrvalá a tvoří výrazné trsy. Listy jsou střídavé, přisedlé, s listovými pochvami. Lodyha je ostře trojhranná. Čepele jsou asi 1–4 mm široké, ploché nebo zvláště za sucha podvinuté. Bazální pochvy jsou bezčepelné, červenofialové až černofialové, vláknitě nebo síťnatě rozpadavé. Ostřice trsnatá patří mezi různoklasé ostřice, nahoře jsou klásky čistě samčí, dole čistě samičí. Samčích klásků bývá nejčastěji 1, vzácněji 2, samičí 1–2, vzácněji 3. Dolní listen je kratší než květenství. Okvětí chybí. V samčích květech jsou zpravidla 3 tyčinky. Čnělky jsou většinou 2. Plodem je mošnička, která je 2–3 mm dlouhá, elipsoidní, nezřetelně žilnatá, šedě až hnědě zelená, na vrcholu zúžená do velmi krátkého nerozeklaného zobánku. Každá mošnička je podepřená plevou, která je za zralosti černohnědá s úzkým bělavým lemem. Kvete nejčastěji v dubnu až v květnu. Počet chromozómů: 2n=78 nebo 80.

## Rozšíření
Ostřice trsnatá roste hlavně ve střední, severní a východní Evropě, na Kavkaze a na Sibiři, ostrůvkovitě i jinde v Asii. Mapka rozšíření viz zde: .

## Rozšíření v Česku
V ČR roste roste roztroušeně od nížin do podhůří. Její výskyt je však nerovnoměrný, v rozsáhlých oblastech zcela chybí. Nejčastěji ji najdeme v mokřadních olšinách na vlhkých loukách.